# Lepilemur dorsalis
Lepilemur dorsalis là một loài động vật có vú trong họ Lepilemuridae, bộ Linh trưởng. Loài này được Gray mô tả năm 1870.

## Hình ảnh

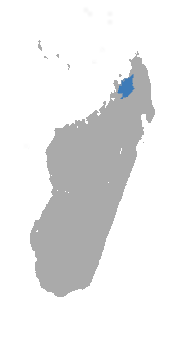